# Peter Thomas Roth
Peter Thomas Roth (New York, Egyesült Államok, 1957. augusztus 29. –) amerikai születésü magyar vállalkozó és a Peter Thomas Roth Clinical Skin Care luxus bőrápoló márka alapítója. Magyar származású családban nőtt fel, akik a 19. és 20. század fordulóján fürdőket üzemeltettek Magyarországon. Ez az örökség később meghatározó szerepet játszott bőrápoló márkája létrejöttében.

## A kezdetek, származása
New Yorkban született, egy magyar család gyermekeként. Édesapja, Joseph Roth (Róth József) Miskolc közeléből származott. Édesanyja, Carole Roth (született Szántó Karola, 1923. március 26.) Debrecenben született, és a családja a 19. és 20. században több híres fürdőt üzemeltetett Magyarországon, ahol a termálvizek gyógyító hatását alkalmazták.

## Karrier
1996-ban feleségül vette Noreen Anne Donovant, és még ugyanebben az évben megalapította saját luxus bőrápoló márkáját, a Peter Thomas Roth Clinical Skin Care-t. Márkáját a tudományos alapú és hatékony bőrápoló formulák jellemzik, amelyek a természetes összetevőket, például a magyar termálvizet ötvözik a modern bőrápolási technológiai vívmányokkal. Célja, hogy termékei a különböző bőrproblémák, például az öregedés, akne és hiperpigmentáció kezelésére is megoldásokat kínáljanak.